# Hattieville (Belize)
Koordinaten: 17° 27′ N, 88° 23′ W
Hattieville – auch unter dem Namen Hattiesville Village bekannt – ist eine Stadt in der Provinz Belize District in Belize / Mittelamerika.
Die Stadt liegt 59 Meter über dem Meeresspiegel und hat ca. 1300 Einwohner. 
Ursprünglich wurde Hattieville 1961 als Flüchtlingscamp nach dem verheerenden Hurrikan Hattie eingerichtet, blieb jedoch auch danach bewohnt. Das größte Gefängnis des Landes befindet sich in Hattieville.